# Lüshunkou
Lüshunkou (anche Lvshun o Lyushunkou, in cinese: 旅順口T, 旅顺口S, LǚshùnkǒuP) è una contea della città cinese di Dalian, nella provincia di Liaoning. La contea, precedentemente nota anche come città di Lüshun (in cinese: 旅順市T, 旅顺市S, Lǚshùn ShìP) o porto di Lüshun (in cinese: 旅順港T, 旅顺港S, Lǚshùn GǎngP), è stata in passato conosciuta coi nomi di Port Arthur (in russo Порт-Артур?, Port-Artur) e Ryojun (旅順?). Al 2010, la popolazione stabile di Lüshunkou è di 324773.
Lüshunkou sorge sulla punta estrema meridionale della penisola di Liaodong ed è dotata di un eccellente porto naturale; tali motivi di vanto divennero il casus belli della guerra russo-giapponese combattuta, tra il 1904 e il 1905, anche per il possedimento e controllo della città. Una prima amministrazione giapponese, e successivamente russa, fu stabilita nel 1895 e continuò fino al 1905, anno in cui il controllo fu ceduto al Giappone. Durante il corso di questa gestione, Lüshunkou ottenne fama mondiale e divenne più importante dell'altro porto della penisola, ovvero, della stessa Dalian.

## Geografia fisica
Lüshun sorge all'estremità occidentale del piccolo promontorio meridionale della penisola di Liaodong e, con le sue abitazioni, abbraccia una baia interna, una sorta di lago a ridosso della costa che, con un'unica e stretta apertura sul mare, ne costituisce il porto naturale, ben protetto e facilmente fortificabile secondo i criteri dell'Ottocento. La restante parte centro-orientale del promontorio è invece totalmente occupata dalla vasta area urbana di Dalian, che si collega a nord-est con la penisola di Liaodong.
La costa nordoccidentale è bagnata dal mare di Bohai, il golfo più interno del mar Giallo che, dalla sponda occidentale opposta (300 km di traversata da Lüshun a Binhai, l'area commerciale di Tientsin), permette di raggiungere Pechino a circa 170 km di distanza con treni ad alta velocità. Il mare di Bohai è chiuso dall'omonimo stretto, da cui si accede alla costa meridionale, alla Baia di Corea e al mare aperto (mar Giallo).

## Storia
Circondato dal mare su tre lati, questo porto fu noto come Port Arthur (in russo Порт-Артур?) sotto l'amministrazione russa e successivamente Ryojun (旅順?) sotto quella giapponese. Port Arthur venne così battezzato dal luogotenente William C. Arthur della Royal Navy che nell'agosto 1860, durante la seconda guerra dell'oppio, fece trainare la sua fregata danneggiata nel porto di Lüshun (all'epoca un villaggio di pescatori) per ripararla. I russi e le altre potenze occidentali adottarono il nome britannico. Dopo la seconda guerra mondiale la regione si trovò dapprima sotto il controllo russo e poi sotto quello cinese.

### Prima guerra sino-giapponese

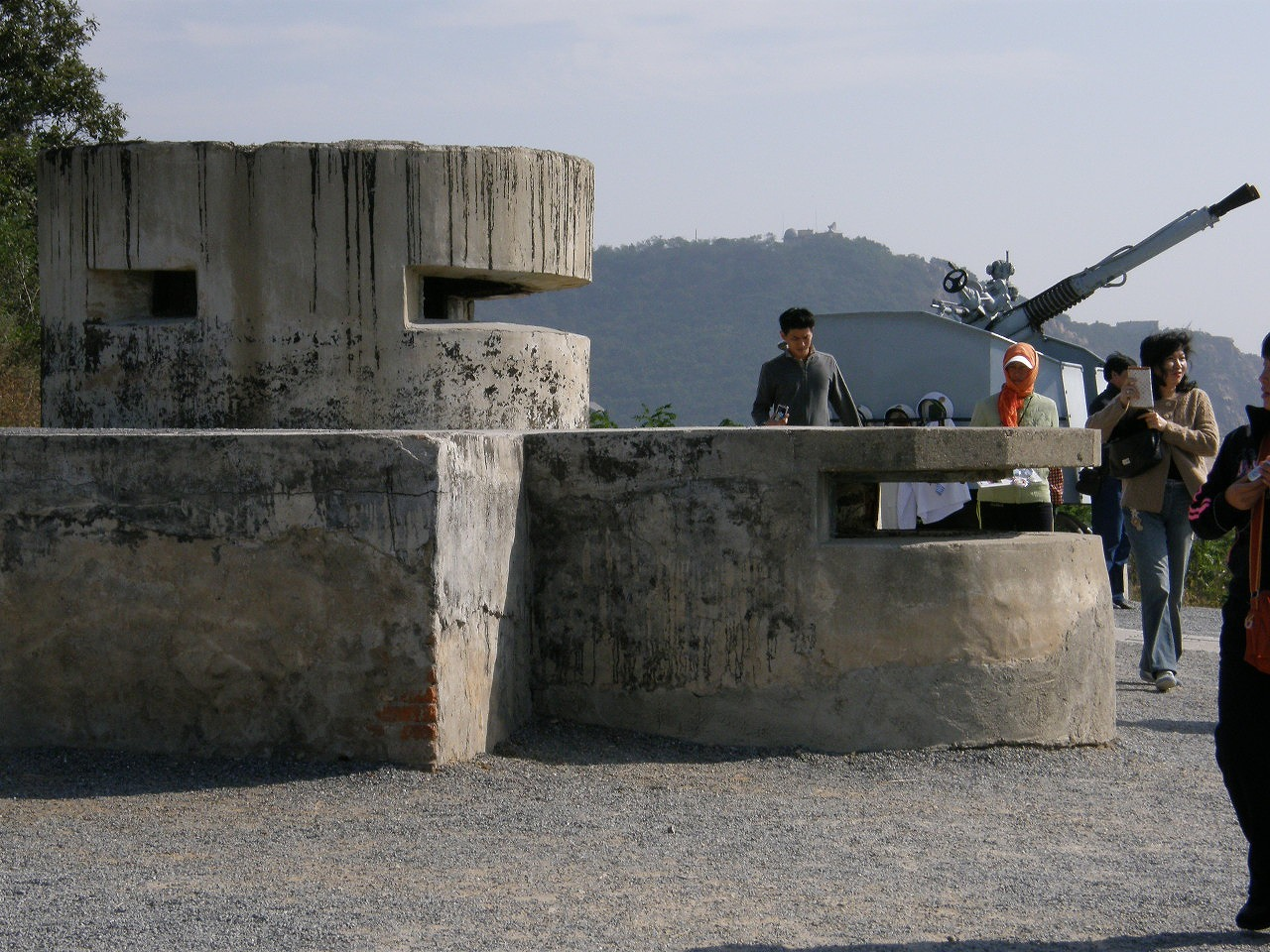
Una batteria d'artiglieria a protezione del porto di Lüshun.

Alla fine degli anni ottanta del XIX secolo la compagnia tedesca Krupp firmò un contratto con il governo cinese per costruire una serie di fortificazioni intorno a Port Arthur. A quanto si racconta, la scarsa resa dipese da un costruttore locale che "fece un lavoro abborracciato".
Port Arthur divenne di prominenza internazionale durante la prima guerra sino-giapponese (1894–1895). Nel settembre 1894, dopo la sconfitta giapponese delle truppe cinesi a Pyongyang in Corea, la Prima e Seconda Armata giapponesi conversero sulla penisola di Liaodong per terra e per mare. I piani giapponesi per il controllo della penisola ne avevano riconosciuto l'importanza strategica per il controllo delle rotte del Mar Giallo settentrionale e per il passaggio verso Tientsin.
Dopo una simbolica resistenza durante il giorno e la notte del 20-21 novembre 1894, le truppe giapponesi entrarono nella città la mattina del 21 novembre. Diversi corrispondenti di giornali occidentali dell'epoca riportarono diffusi massacri di abitanti cinesi da parte delle truppe giapponesi vittoriose, apparentemente in risposta al trattamento assassino che i cinesi avevano mostrato verso i prigionieri di guerra giapponesi a Pyongyang e in altre località. Il principale tra questi fu James Creelman del New York World. Sebbene almeno un corrispondente statunitense presente contraddica completamente il resoconto di Creelman, ci sono pochi dubbi che le truppe giapponesi "uccisero indiscriminatamente" migliaia di soldati e civili cinesi, e la storia del massacro giapponese si diffuse rapidamente nel pubblico occidentale, danneggiando l'immagine pubblica giapponese e il movimento statunitense per rinegoziare i trattati ineguali tra gli Stati Uniti e il Giappone. L'evento divenne noto come massacro di Port Arthur.
Un resoconto di un marinaio statunitense che visitò il porto qualche settimana prima dell'attacco commentò che i soldati cinesi erano "ridicoli". Mancavano di ogni somiglianza di portamento militare, i loro vestiti erano sporchi e maltenuti e vagavano in giro senza la sicurezza e il portamento associati con i soldati professionisti. Affermò che la guarnigione ammontava a circa 20.000 soldati, ma dalla sua stima avrebbero potuto essere stazionati lì tra i 30.000 e i 40.000 soldati. Secondo la sua opinione i giapponesi avrebbero potuto conquistare il porto con un terzo di questa forza, ma contro dei soldati disciplinati il porto sarebbe stato impenetrabile. Il Giappone conquistò e occupò Port Arthur e l'intera penisola di Liaodong come bottino di guerra. Come previsto dai termini del trattato di Shimonoseki, alla fine della guerra al Giappone venne concessa la penisola di Liaodong, ma dovette riconsegnarla quando venne minacciata congiuntamente dalla Francia, Germania e Russia in quello che venne chiamato Triplice Intervento del 1895. Questo fu visto come una grave umiliazione dal Giappone.
Due anni più tardi la Russia costrinse la Cina ad affittarle il Liaodong e a concederle il diritto di costruire una ferrovia che collegasse la penisola alla ferrovia Orientale Cinese con una linea che da Port Arthur arrivava alla città cinese di Harbin (vedi Kwantung Leased Territory), e sistematicamente iniziò a fortificare la città e il porto. La linea ferroviaria divenne una branca orientale della ferrovia Orientale Cinese (da non confondere con la ferrovia della Manciuria meridionale, il nome della compagnia che la gestì nel tardo periodo giapponese dopo il 1905). Tutto questo fu ulteriore causa di offesa per il Giappone, una dura lezione di politica internazionale che il Paese non avrebbe dimenticato.
Dieci anni più tardi, Port Arthur giocò di nuovo un ruolo centrale nella storia dell'Estremo Oriente. Si può dire che la guerra russo-giapponese (1904-1905) fu nella sua essenza una battaglia estesa per il controllo di Port Arthur e della ferrovia che vi arrivava. Dopo che la ribellione dei Boxer (1900-1901) era stata estinta da una coalizione internazionale di truppe, la Russia si rifiutò di ritirare i suoi rinforzi dalla Manciuria e iniziò invece a fortificare e a posizionare truppe lungo tutta la ferrovia della Manciuria meridionale. In seguito a questi sviluppi il Giappone propose che le due potenze si incontrassero per discutere i rispettivi ruoli nella Manciuria orientale, dato che entrambi la consideravano una porzione delle rispettive sfere di influenza. Le trattative si protrassero dal 1902 al 1904, ma anche se vennero stesi diversi proposte e accordi, la Russia continuava de facto se non de iure l'annessione e la fortificazione dei territori, mentre impiegava tattiche temporeggiatrici nei suoi negoziati. Alla fine, dopo due anni di negoziati bilaterali passati senza ottenere niente nel chiarire diritti, prerogative e interessi sulla Manciuria, il Giappone decise di dichiarare guerra alla Russia.

### Guerra russo-giapponese

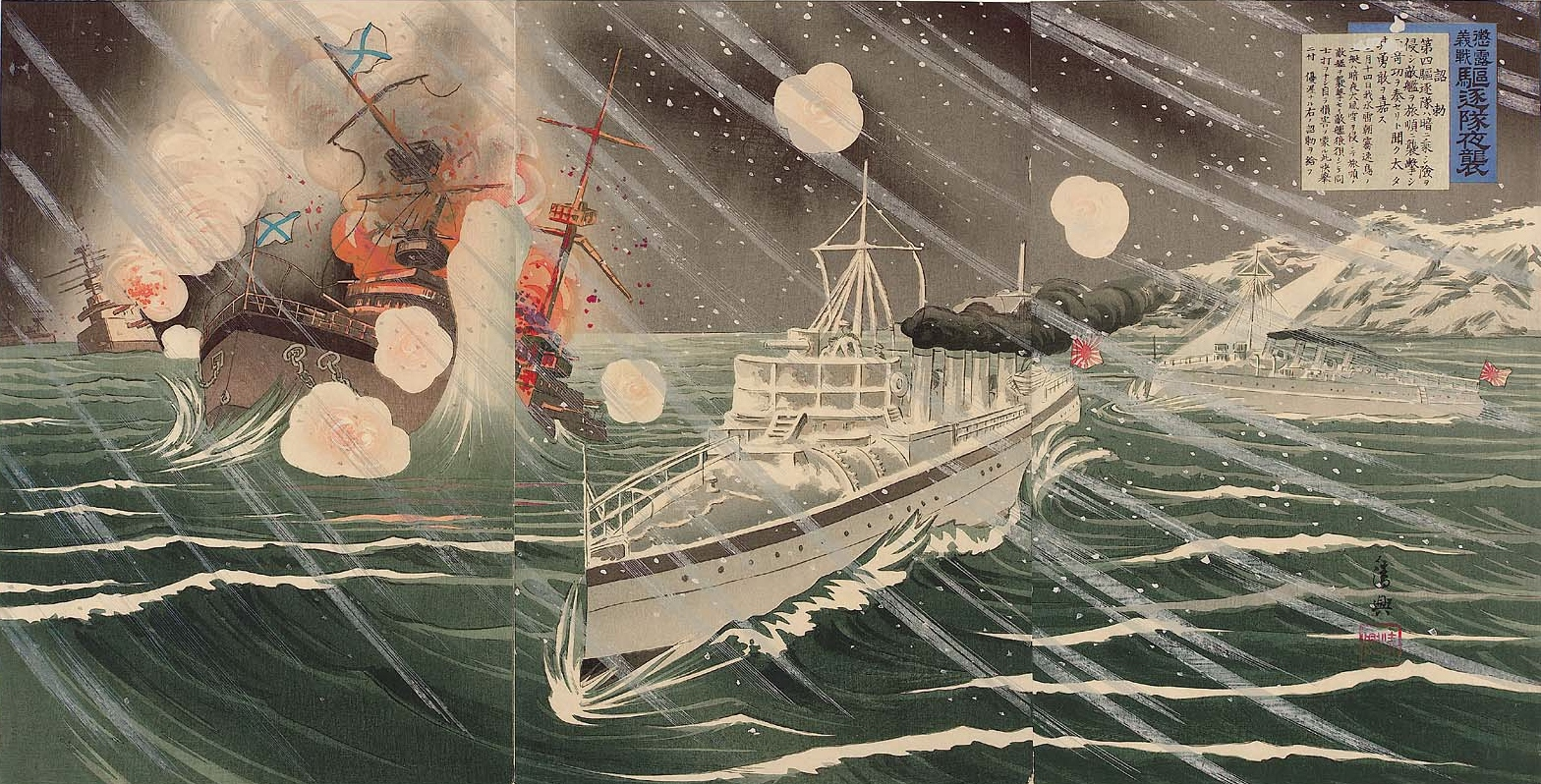
Una stampa con blocchi di legno della propaganda giapponese ritraente l'attacco notturno lanciato dalla Marina imperiale giapponese a Port Arthur

Il 9 febbraio 1904 il Giappone attaccò a sorpresa, senza una dichiarazione di guerra. La prima battaglia della guerra russo-giapponese fu l'attacco notturno a Port Arthur da parte di uno squadrone di cacciatorpediniere della Flotta Imperiale Giapponese contro le navi della Marina Imperiale Russa ancorate a Port Arthur, seguito da una breve schermaglia di superficie il giorno seguente. Il porto infine cadde il 2 gennaio 1905 dopo una lunga serie di battaglie in terra e in mare durante le quali i giapponesi occuparono tutta la penisola coreana, divisero in due l'esercito russo, devastarono la flotta russa, tagliarono i rifornimenti via ferrovia da Harbin e infine assediarono Port Arthur (luglio 1904 - gennaio 1905).
Al termine della guerra, con il trattato di Portsmouth il Giappone ottenne in prestito dalla Cina la penisola di Liaondong, compreso Port Arthur, da loro ribattezzata Ryojun, e ne mantennero il controllo fino al 1945, quando venne riconquistata dalla Russia e dopo un breve periodo di governo congiunto russo-cinese restituita totalmente alla Cina (1955).

## Monumenti e luoghi d'interesse
A Lüshunkou hanno sede diversi musei, tra cui il museo della battaglia di Port Arthur, il museo delle auto classiche e il museo della Cultura Cinese.